# Frontières de la Nouvelle-Zélande

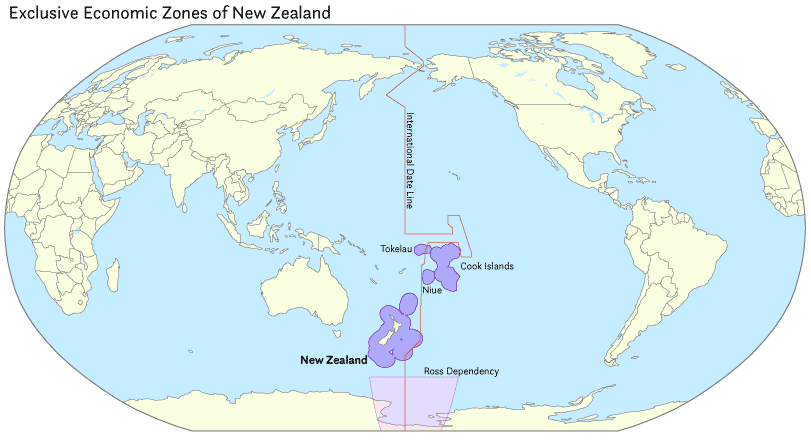
Eaux territoriales de la Nouvelle-Zélande.

La Nouvelle-Zélande, État insulaire d'Océanie, possède des frontières, toutes maritimes, avec six pays : l'Australie, les États-Unis, la France, Kiribati, Samoa et les Tonga,,,.

## Note et référence
1. ↑  légifrance, « Décret n° 2004-42 du 6 janvier 2004 portant publication de l'accord entre le Gouvernement de la République française et le Gouvernement de Nouvelle-Zélande relatif à la délimitation des frontières maritimes entre Wallis-et-Futuna et Tokelau, signé à Atafu le 30 juin 2003 (1) »  (consulté le 21 juin 2025)
2. ↑  Ludovic, « Nouvelle-Zélande », sur Hors Frontières, 3 février 2016 (consulté le 21 juin 2025)
3. ↑  (en) « https://www.marineregions.org/documents/cok_mzn104_2014.pdf » [PDF] (consulté le 21 juin 2025)
4. ↑  « Pacific hailed global leader in determining shared maritime boundaries- resolving 73 percent cases between States | SPC Geoscience, Energy and Maritime Division », sur gem.spc.int (consulté le 21 juin 2025)